# Platon Sergejewitsch Porezki

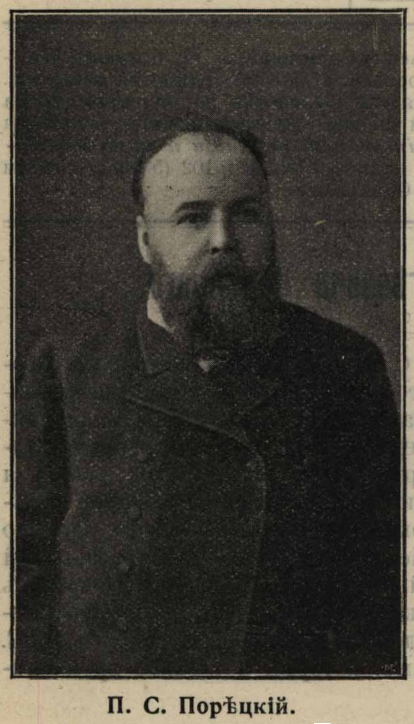
P. S. Porezki

Platon Sergejewitsch Porezki (russisch Платон Сергеевич Порецкий, wiss. Transliteration Platon Sergeevič Poreckij; * 3.jul. / 15. Oktober 1846greg. in Jelisawetgrad, Russisches Kaiserreich; † 9.jul. / 22. August 1907greg. in Schowid, Oblast Tschernigow) war ein ukrainisch-russischer Mathematiker, Astronom, Logiker und Philosoph.
Porezki studierte an der Physikalisch-Mathematischen Fakultät in Charkow. Ab 1876 arbeitete er als Astronom an der Universität von Kasan. Seine Dissertation verteidigte er 1886 auf dem Gebiet der Astronomie. Er lehrte Mathematik und Astronomie und hielt als erster Mathematiker in Russland Vorlesungen über mathematische Logik, womit er zur Popularisierung dieser Disziplin im Russischen Kaiserreich beitrug.
Seine Untersuchungen fußen auf dem Gebiet der Algebra der Logik von George Boole, William Stanley Jevons und Ernst Schröder. Ihm gehört das Verdienst der Erarbeitung einer eigenständigen Theorie logischer Identitäten, die eine Verallgemeinerung der booleschen Algebra ist. Die Hauptzüge seiner logischen Untersuchungen bestehen in seiner Theorie von Folgen und Ursachen logischer Identitäten in Verbindung mit der Behandlung der kanonischen Formen logischer Ausdrücke.
Er stellte sich die Aufgabe, das Problem der Entscheidbarkeit im Klassenkalkül durch Auffinden eines möglichst einfachen und effektiven Entscheidungsalgorithmus zu lösen. Ein zentrales Problem seiner Theorie der Logik ist die Lösung der Frage nach der Ableitung von Folgerungen aus einem vorgegebenen System von Prämissen und das Finden jener Prämissen, aus denen die jeweilige logische Identität als Folge gewonnen werden kann. Die Theorie umfasste auch die Ermittlung von Hypothesen in Bezug auf die logischen Grundlagen für gegebene Folgerungen. Darunter fanden sich auch Methoden, die es ermöglichen, die jeweils schärfsten Folgerungen zu erhalten.
In seiner Theorie der logischen Gleichungen entwickelte er originelle und einfache Verfahren, um alle möglichen Folgerungen aus den gegebenen Voraussetzungen abzuleiten bzw. für eine gegebene logische Gleichung ihre Voraussetzungen anzugeben. Für die Theorie der Normalformen hat Porezki einen wichtigen Beitrag geliefert.
Den Unterschied von Logik und Algebra sah Porezki darin, dass in der Logik qualitative Formen und in der Algebra quantitative Formen untersucht werden. Er warnte auch davor, dass dieser Unterschied nicht jenes Gemeinsame verdecken darf, das für diese beiden Disziplinen charakteristisch ist. Nach seiner Auffassung ist die Methodik der mathematischen Logik analog zu der mathematischen Methodik der Algebra. In seinen letzten Arbeiten untersuchte Porezki auch die logischen Ungleichungen. Er verallgemeinerte die Syllogistiktheorie der traditionellen Logik und untersuchte und analysierte viele Formen nichtsyllogistischer mittelbarer Schlüsse.
Porezki war der Auffassung, die logischen Gesetze seien nicht unabhängig von den Eigenschaften der Gegenstände des Gebietes, das gerade von einer bestimmten Disziplin untersucht wird. Die Gesetze der Logik sind nach Porezki Wahrheiten, "die irgendeinen bestimmten Hinweis auf die Natur des zu untersuchenden Materials enthalten"(1). Selbst eine algebraische Behandlung der Logik kann daher die Frage nach dem Inhalt nicht unbeachtet lassen.
Porezki behauptete, dass jedes axiomatisch aufgebaute System nur dann Existenzberechtigung in der Wissenschaft hat, wenn alle darin beweisbaren Aussagen bei der Interpretation in irgendeinem Gebiet der objektiven Realität inhaltlich wahr sind. Bei der Untersuchung der formallogischen Schlussverfahren betrachtete er die Form nicht losgelöst vom Inhalt. Er war der Meinung, dass der analytische Apparat eines logischen Kalküls nur dann in Ordnung ist, wenn darin ein bestimmter realer Inhalt zum Ausdruck kommt und das auch dann, wenn eine Axiomatik bereits vorliegt, inhaltliche Überlegungen keineswegs ihren Sinn verlieren.
Die Untersuchungen der Wechselbeziehungen zwischen Form und Inhalt in der Wissenschaft führte Porezki zu der dialektischen These, dass der abstraktere Charakter einer Theorie – unter der Bedingung, dass die in ihr verwendeten Abstraktionen wirklich wissenschaftlich sind – ihre praktische Wirkung nicht abschwächt, sondern im Gegenteil sogar verstärkt.

## Schriften
- (dt. etwa) Eine Darstellung der Grundlagen der mathematischen Logik in möglichst klarer und verständlicher Form, (russisch Изложение основных начал математической логики в возможно более наглядной и общедоступной форме; transkribiert: Isloschennije osnownych naschal matematischeskoi logiki w wosmoschno boleje nagljadnoi i obschedostypnoi forme), 1881
- Über Methoden zur Lösung logischer Gleichungen und über eine Umkehrmethode der mathematischen Logik, (russisch О способах решения логических равенств и об обратном способе; transkribiert: O sposobach reschenija lopgischeskich rawenstw i ob obrathom spocobe matematischeskoi logiki), 1884
- (dt. etwa) Lösung eines allgemeinen Problems der Wahrscheinlichkeitstheorie mit mathematischer Logik, (russisch Решение общей задачи теории вероятностей при помощи математической логики; transkribiert: Reschenije obschei sadaschi teori werojatnostei pri pomoschi matematischeskoi logiki), 1887
- La loi de racines en logique, 1896
- Sept lois fondamentales de la théorie des égalités logiques à deux termes (Die sieben Grundgesetze der Theorie der logischen Gleichungen für zwei Terme), 1898–1899
- Exposé élémentaire de la théorie des égalités logiques à deux termes, 1900
- Quelques lois ultérieures de la théorie des égalités loqiques, 1900–1901
- Aus dem Gebiet der mathematischen Logik, 1902 (russ.)
- Théorie des non-égalités logiques, 1903–1904
- Théorie conjointe des égalités et des non-égalités logiques, 1908–1910